# Cazaclia, Găgăuzia
Cazaclia (în găgăuză Kazayak, în rusă Казаклия) este un sat în Unitatea Teritorială Administrativă Găgăuzia, Republica Moldova.

## Demografie

### Structura etnică
Structura etnică a localității conform recensământului populației din 2004:
| Grup etnic                    | Populație | % Procentaj |
| ----------------------------- | --------- | ----------- |
| Găgăuzi                       | 6796      | 96,49%      |
| Bulgari                       | 68        | 0,97%       |
| Băștinași declarați Moldoveni | 56        | 0,80%       |
| Ruși                          | 53        | 0,75%       |
| Ucraineni                     | 36        | 0,51%       |
| Alții                         | 34        | 0,48%       |
| Total                         | 7043      | 100%        |

## Administrație și politică
Componența Consiliului local Cazaclia (15 consilieri), ales la 5 noiembrie 2023, este următoarea:
|  | Partid                                      | Consilieri | Componență | Componență | Componență | Componență | Componență |
|  | ------------------------------------------- | ---------- | ---------- | ---------- | ---------- | ---------- | ---------- |
|  | Partidul „Renaștere”                        | 5          |            |            |            |            |            |
|  | Candidat independent ANATOLI UZUN (n. 1973) | 1          |            |            |            |            |            |
|  | Candidat independent ANATOLI UZUN (n. 1967) | 1          |            |            |            |            |            |
|  | Candidat independent MAXIM COL              | 1          |            |            |            |            |            |
|  | Candidat independent IVAN COL               | 1          |            |            |            |            |            |
|  | Candidat independent CONSTANTIN BOEV        | 1          |            |            |            |            |            |
|  | Candidat independent DMITRI VARBAN          | 1          |            |            |            |            |            |
|  | Candidat independent IGOR STAMAT            | 1          |            |            |            |            |            |
|  | Candidat independent PELAGHIA CIOBAN        | 1          |            |            |            |            |            |
|  | Candidat independent AFANASI CHIOR          | 1          |            |            |            |            |            |
|  | Candidat independent ELENA MOMAT            | 1          |            |            |            |            |            |

## Personalități
- Nicolai Cioban (n. 1972) — general rus